# Сурамская и Хашурская епархия
Сурамская и Хашурская епархия (груз. სურამისა და ხაშურის ეპარქია) — епархия Грузинской Православной Церкви на территории Хашурского муниципалитета. Кафедральных соборов — два: в Хашури, Иоанна Крестителя и великомученика Георгия Победоносца в Сурами. 11 октября 2013 года была выделена из состава Урбнисской и Руисской епархии.

## Епископы
- Епископ Симеон (Цакашвили) (с 10 ноября 2013)

## Монастыри
- Монастырь в честь Успения Пресвятой Богородицы в с. Итриа (женский)
- Монастырь в честь Вознесения Христова в с. Сурами (женский)
- Монастырь во имя святого Иова Многострадального в с. Сурами (мужской)
- Улумбойский Георгиевский монастырь (мужской)
- Улумбойский Успенский монастырь (мужской)
- Монастырь во имя великомученика Георгия в с. Уртхва (мужской)
- Монастырь во имя великомученика Георгия в с. Хциси (женский)
- Монастырь во имя преподобного Симеона Столпника в с. Цагвли (женский)
- Монастырь в честь Рождества святого Иоанна Крестителя, Цвимоети в с. Хциси (мужской)

## галерея

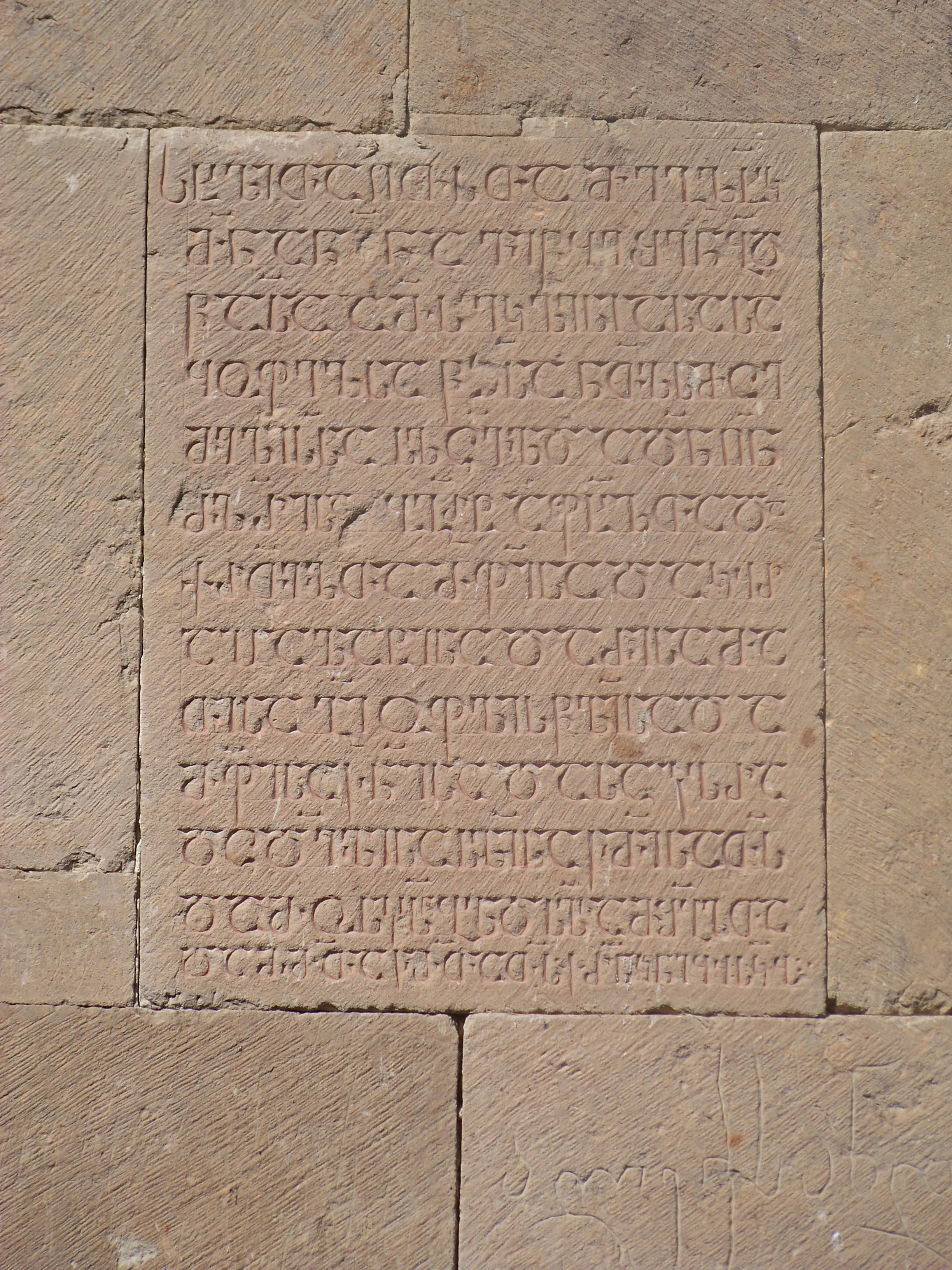
Хциси
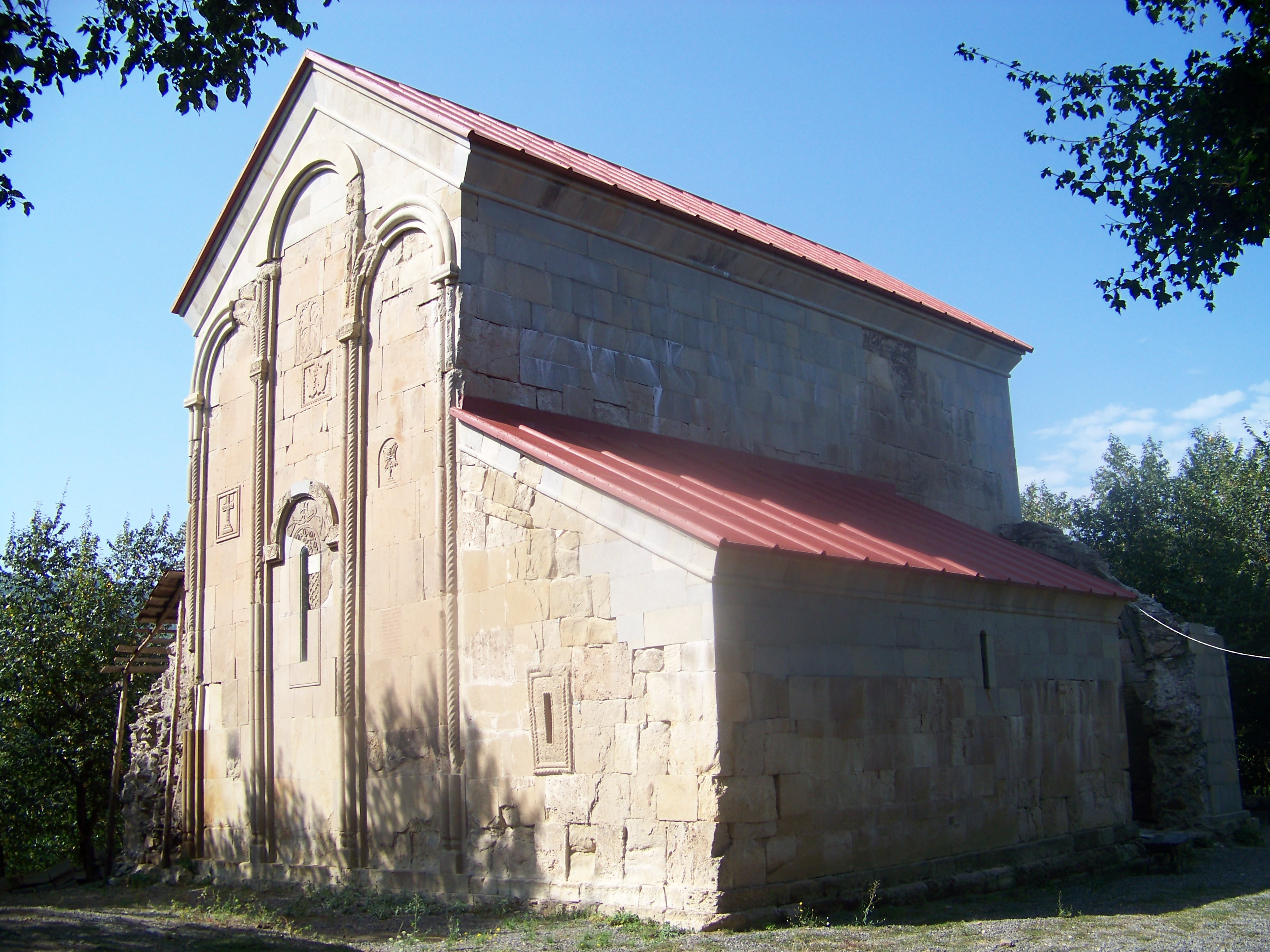
Хциси
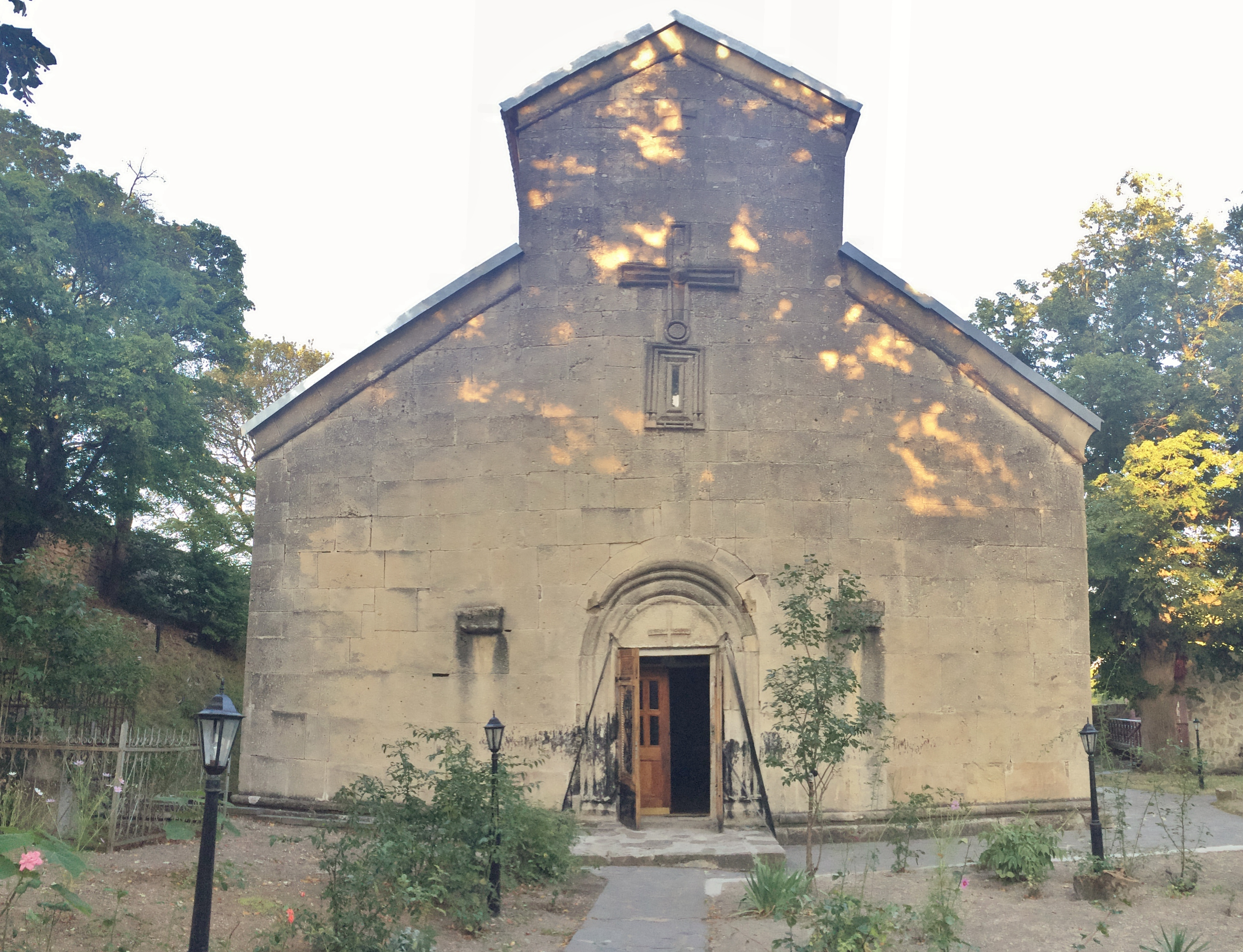
Итриа
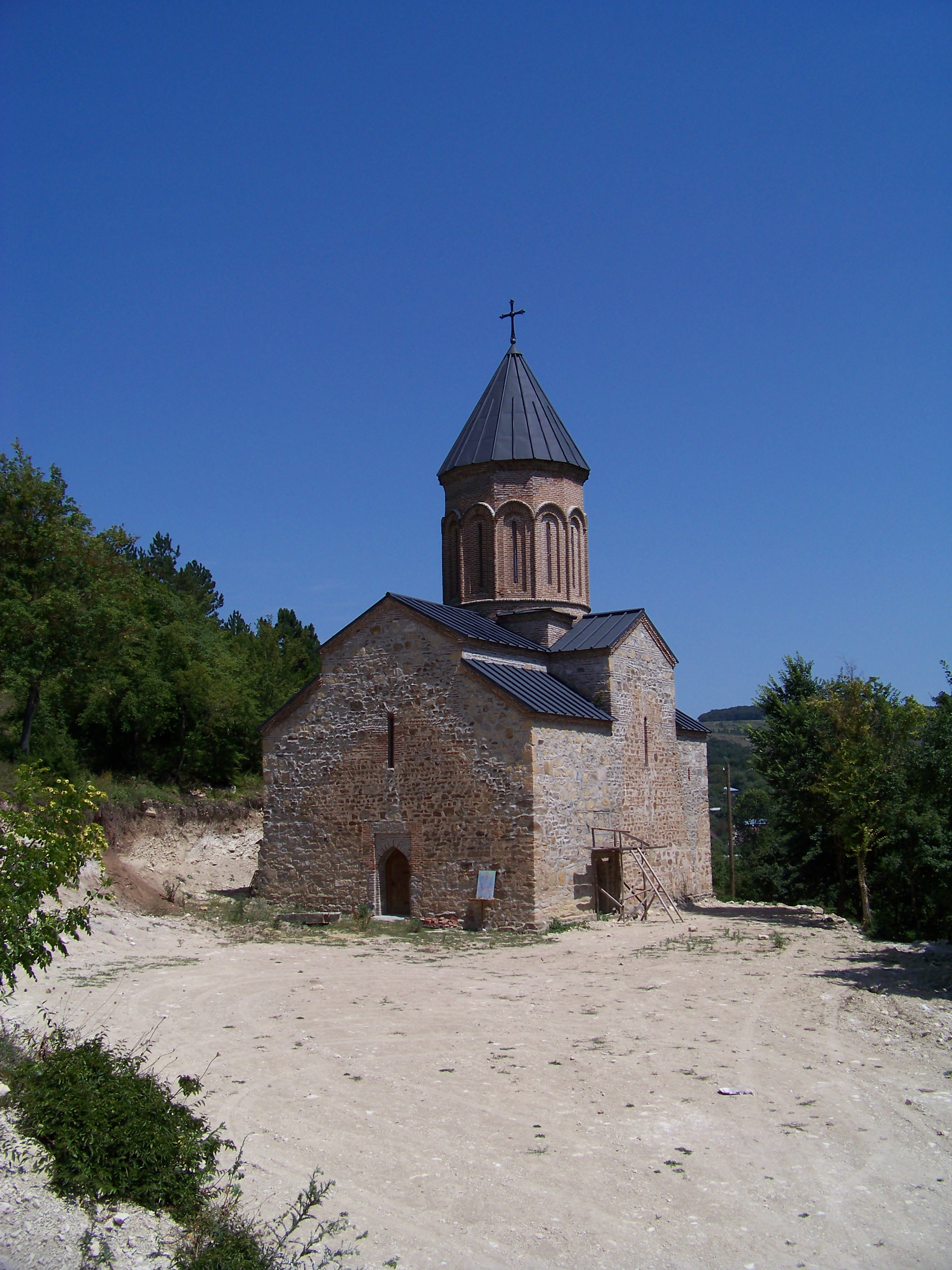
Али
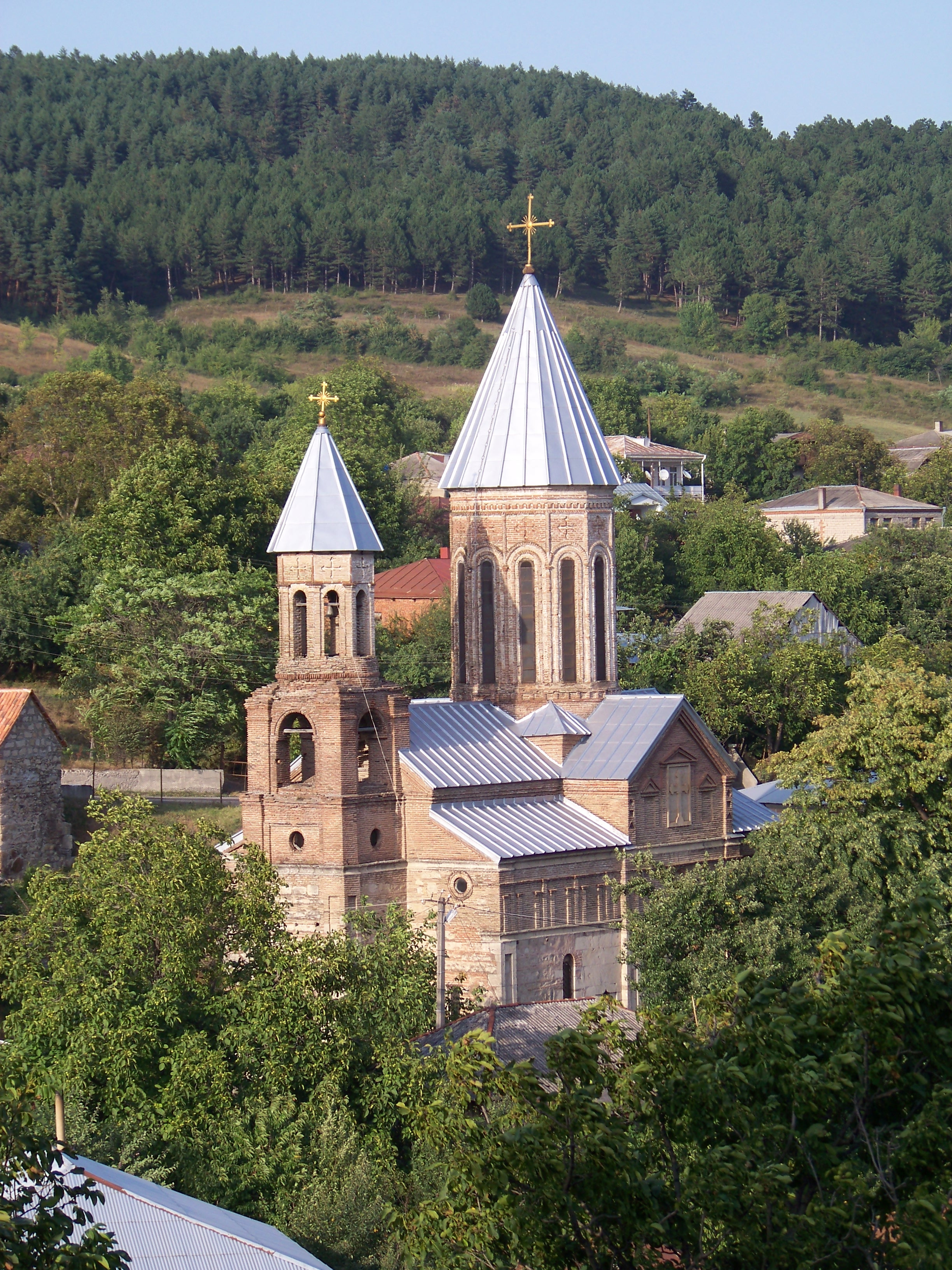
Сурами
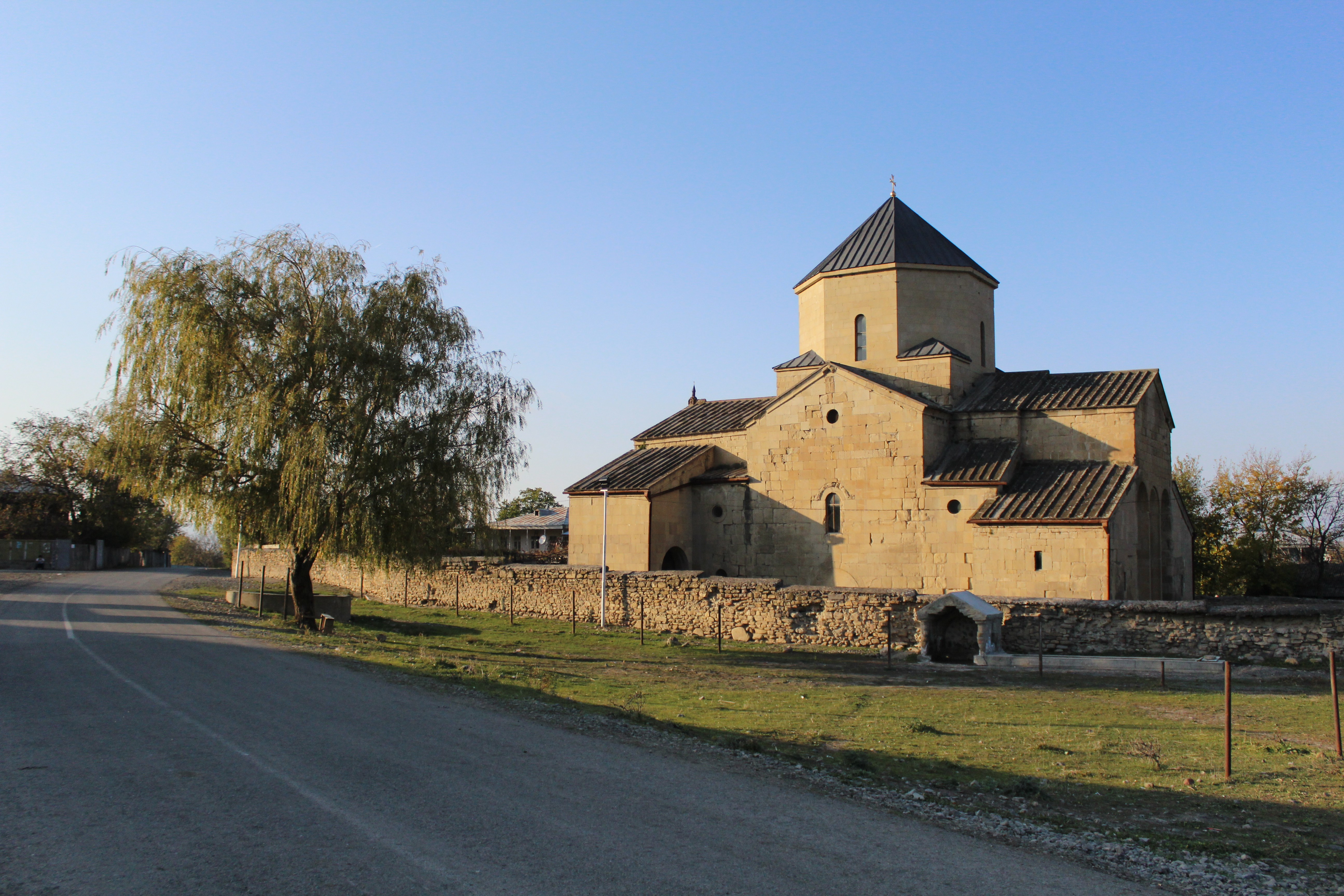
Цроми